# Melisa lekarska
Melisa lekarska (Melissa officinalis L.) – gatunek byliny z rodziny jasnotowatych. Ludowe nazwy: rojownik, pszczelnik, matecznik, starzyszek, cytrynowe ziele. Rośnie dziko w Afryce Północnej (Maroko, Tunezja, Madera, Wyspy Kanaryjskie), Europie Południowej i  w Azji (Azja Zachodnia i Środkowa, Kaukaz, Pakistan), rozprzestrzenia się także gdzieniegdzie poza tymi obszarami.  Obecnie jest znana i uprawiana na całym świecie, również w Polsce.

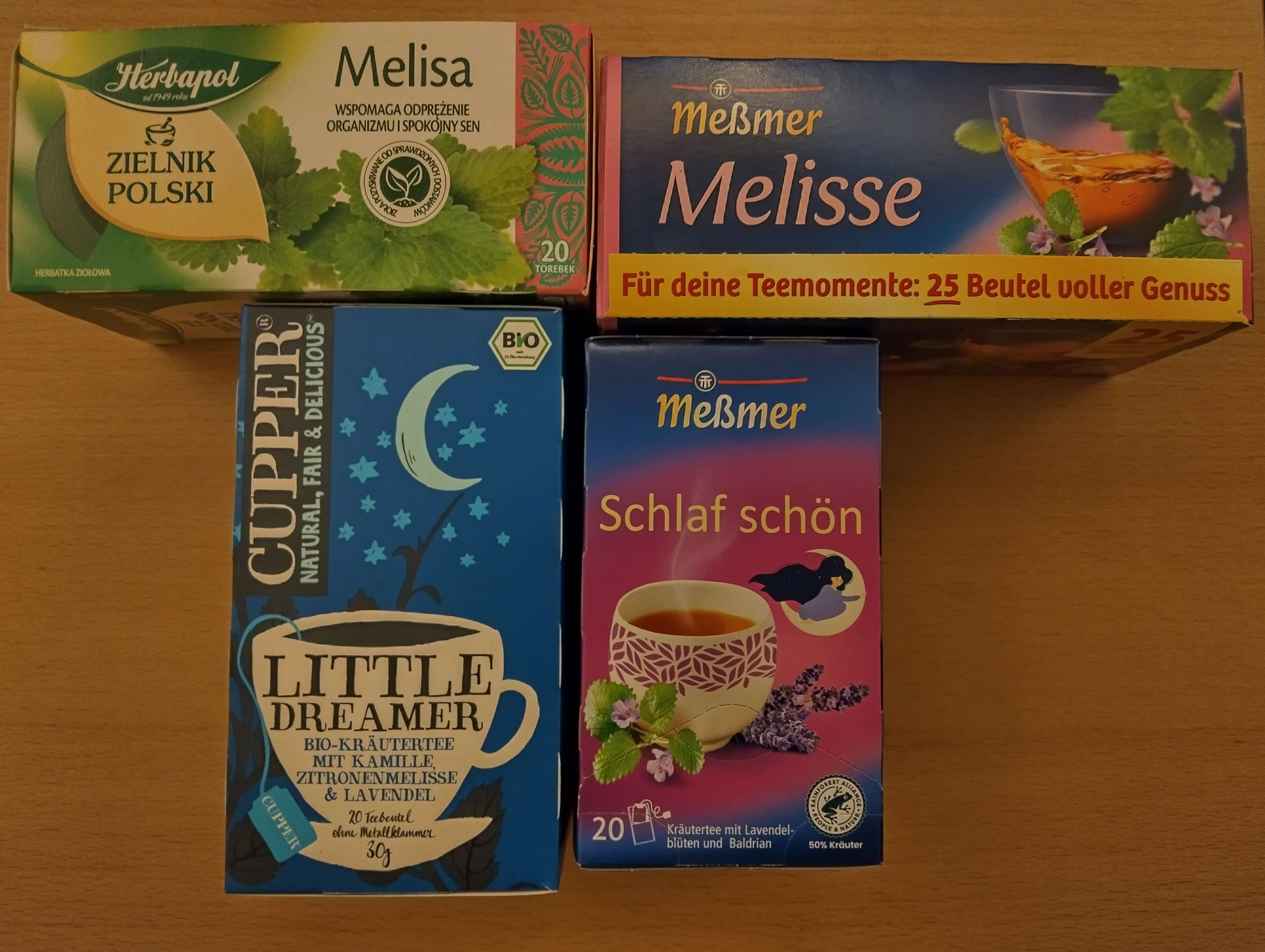
Polskie i niemieckie marki naparów zawierających melisę lekarską.

## Morfologia

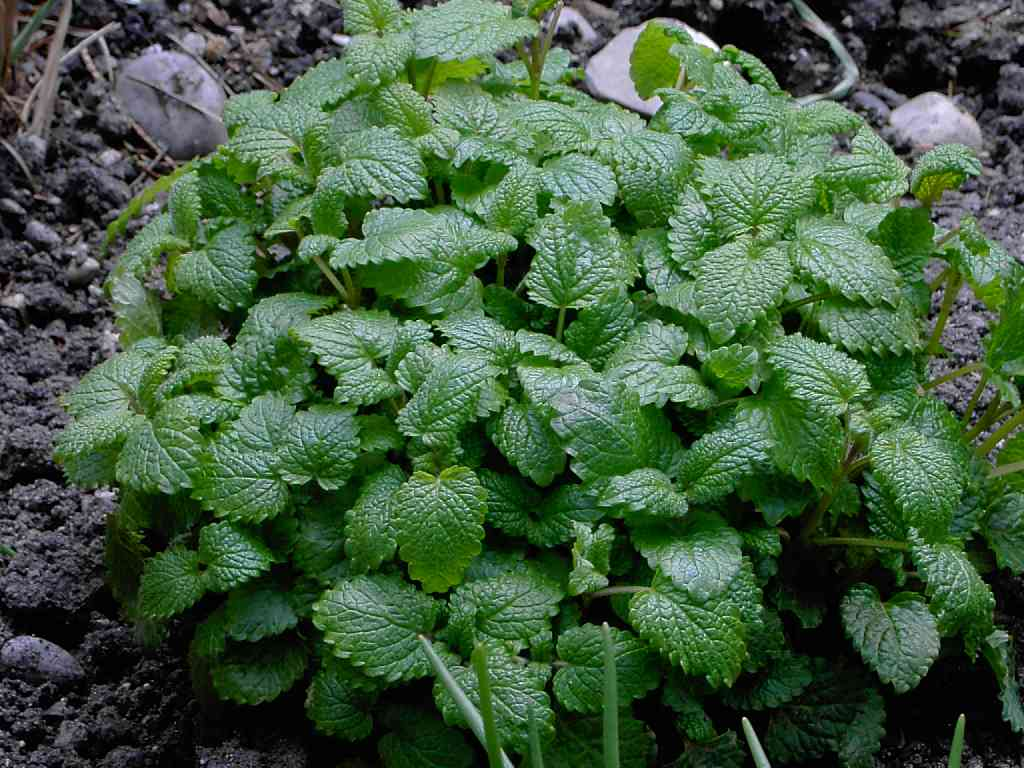
Młoda melisa lekarska

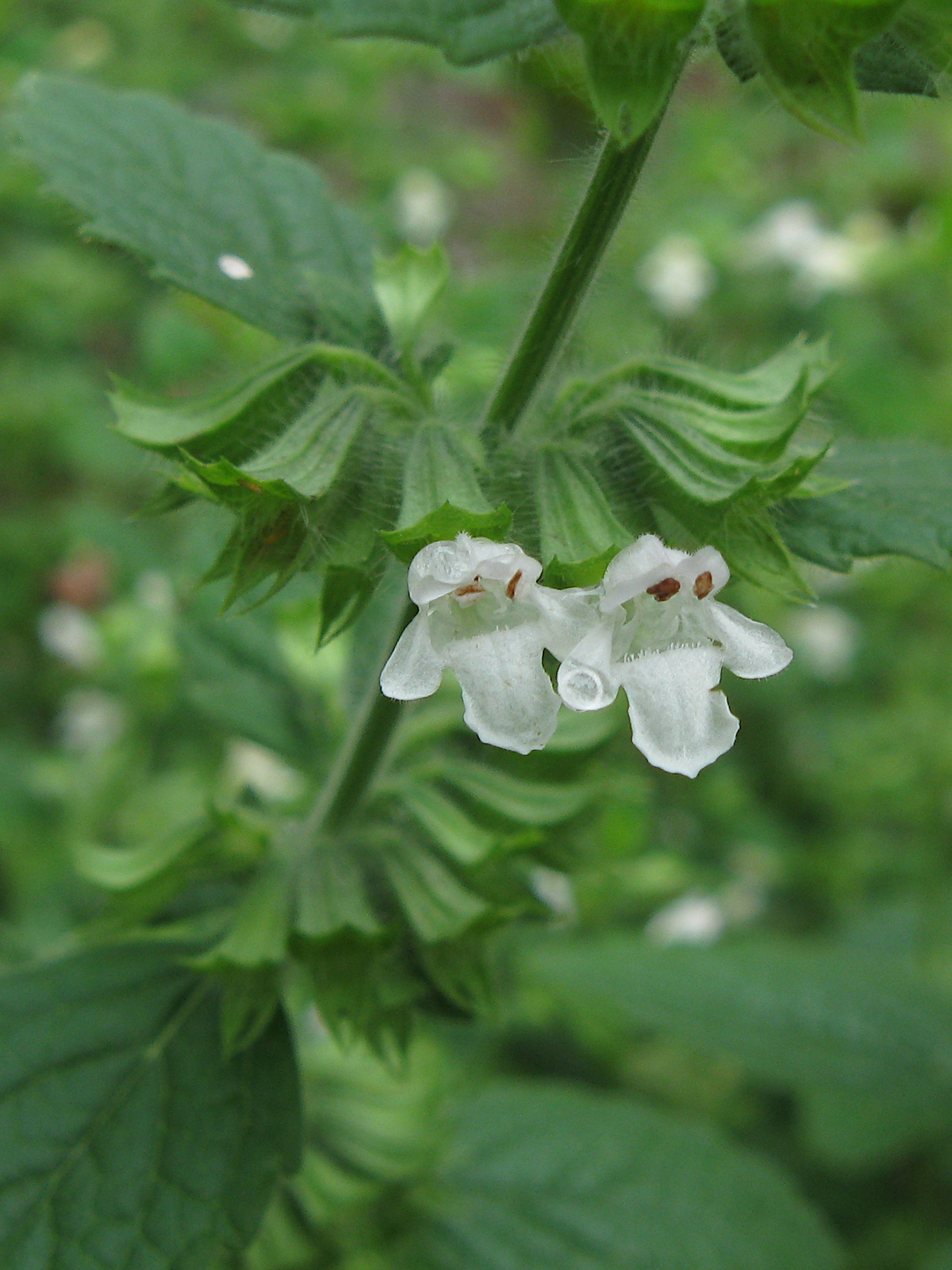
Kwiaty

PokrójRoślina dorastająca do 60 cm wysokości.
LiścieLiście mają ogonek różnej długości. Blaszka jest szerokojajowata do ok. 8 cm długości i 5 cm szerokości, ostra na szczycie, w nasadzie okrągława do sercowatej. Brzegi blaszki są karbowane do ząbkowanych. Powierzchnia górna jest intensywnie zielona, powierzchnia dolna jest zielona, jaśniejsza, z wyraźnie widocznym nerwem głównym i wypukłym, siateczkowatym unerwieniem. Rozproszone włoski występują na powierzchni górnej i wzdłuż nerwów na powierzchni dolnej, która wykazuje także delikatne punktowanie.
KwiatyNa wiosnę i w lecie kiście małych, jasnożółtych kwiatków rozkwitają w miejscach połączeń liści z łodygą.

## Zastosowanie

### Roślina lecznicza

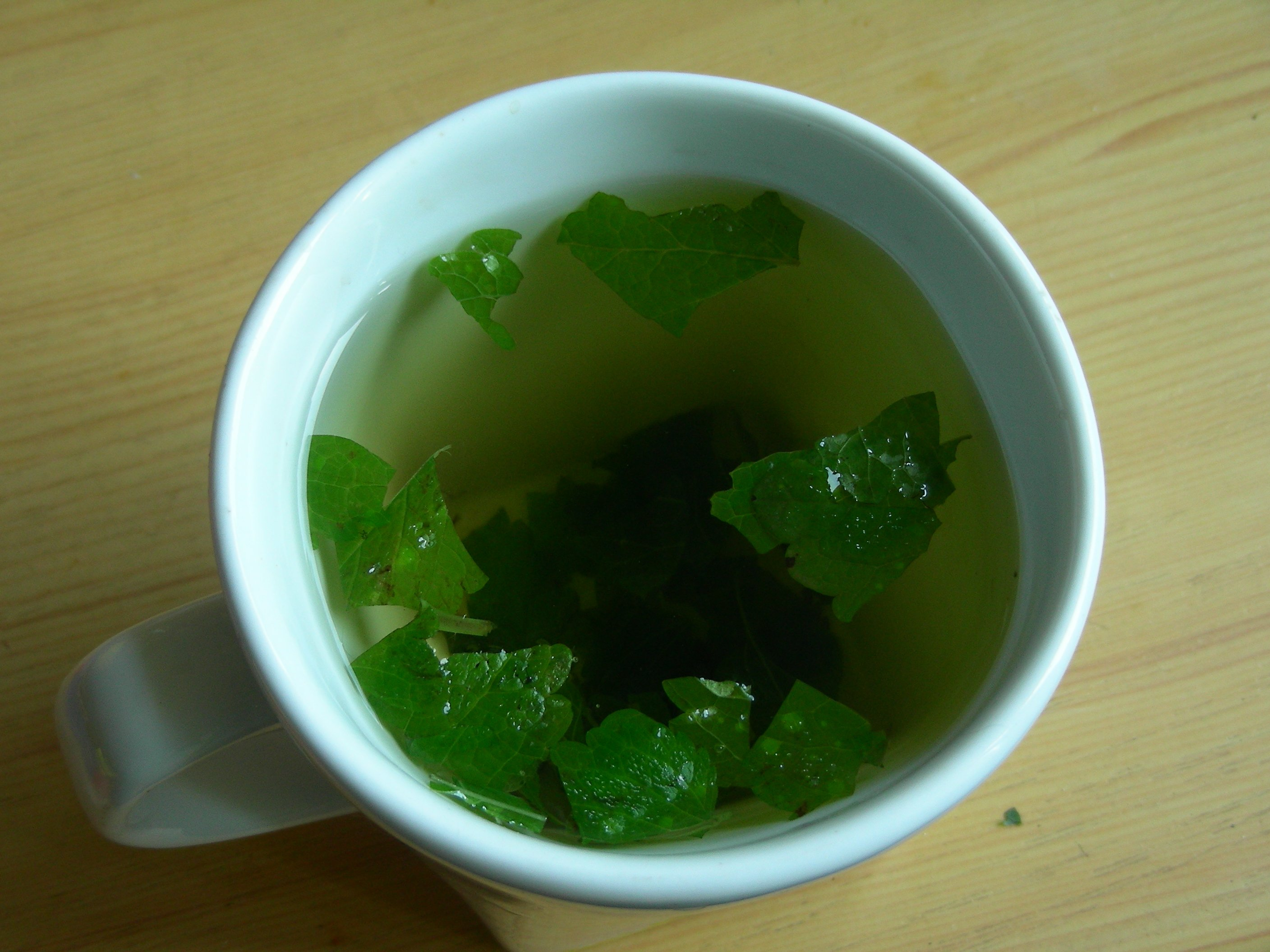
Napar z melisy

Surowiec zielarskiLiść melisy (Melissae folium) – wysuszony liść o zawartości nie mniej niż 1,0% kwasu rozmarynowego. Surowiec ma zapach przypominający cytrynę.
DziałanieZaobserwowano działanie uspokajające i poprawiające tempo wykonywania obliczeń, zmniejszenie bezsenności i stanów lękowych,  także łagodzenie depresji oraz nerwicy. Ilość badań klinicznych na efektach melisy jest jednak ograniczona, a ich wyniki nie są definitywne.

### Roślina uprawna
Uprawiana jest od dawna w wielu rejonach Europy i na całym świecie.

### Sztuka kulinarna
- Najczęściej spożywana jest w formie naparu.
- Ze względu na walory smakowe świeże liście doskonale pasują do sałatek, nadając im cytrynowy smak. Dobrze zastępuje trawę cytrynową. Suszona melisa traci cytrynowy aromat.
- Wykorzystywana jest do produkcji likierów[potrzebny przypis].

### Roślina miododajna
Roślina bardzo miododajna, ulubiona przez pszczoły, co zostało odzwierciedlone w nazwach (po grecku melitta to pszczoła, po łacinie mel to miód). Polskie nazwy ludowe rojownik i pszczelnik wywodzą się z tradycji nakazującej natrzeć wnętrze nowego ula świeżym zielem, co gwarantowało, że zagnieżdżały się w nim pszczoły zaraz po wyrojeniu.

### Roślina kosmetyczna
Stosowana w ziołowych mieszankach wykorzystywanych do tonizujących kąpieli i w kosmetykach do przetłuszczającej się cery i włosów.

## Rozmnażanie
- Melisę lekarską rozmnaża się poprzez wysiew nasion do inspektów ogrodniczych w marcu. Uzyskaną rozsadę sadzi się w docelowym miejscu w okolicach maja, (po ustaniu przymrozków).
- Rozstawa powinna wynosić ok. 20–40 cm. Melisę można również rozsadzać wegetatywnie, dzieląc starsze, rozrośnięte rośliny[11].